# Округ Аушвиц
Округ Аушвиц (нем. Bezirk Auschwitz, Округ Освенцим, нем. Bezirk Oświęcim, Освенцимский уезд, пол. Powiat oświęcimski) — административная единица коронной земли Королевства Галиции и Лодомерии в составе Австро-Венгрии, существовавшая в 1867—1918 годах. Административный центр — Аушвиц (ныне Освенцим).
Образован 1 июля 1910 года путём выделения части территорий округов Бяла и Вадовице.
После Первой мировой войны округ вместе со всей Галицией отошёл к Польше.